# NGC 6932
NGC 6932 (другие обозначения — PGC 65219, ESO 47-8, AM 2036-734) — линзообразная галактика (SB0) в созвездии Павлин.
Этот объект входит в число перечисленных в оригинальной редакции «Нового общего каталога».